# آنتونیو (کانزاس)
آنتونیو (به انگلیسی: Antonino) یک منطقهٔ مسکونی در ایالات متحده آمریکا است که در کانزاس واقع شده‌است. آنتونیو ۶۴۱٫۹۲ متر بالاتر از سطح دریا قرار دارد.